# 臨時会
臨時会（りんじかい）は、国会の会期の一種で、常会・特別会以外に、臨時に召集される国会のこと。日本国憲法第53条に規定されている。
一般にマスメディア等では臨時国会と呼ばれている。

## 地方公共団体の議会
なお、地方公共団体の議会についても臨時会という用語が使われる（地方自治法第102条）。こちらは、必要がある場合において、その事件に限り招集されるものである。

## 概説
必要に応じて国会が活動できる可能性を認める必要があるため常会とは別に臨時会が認められている。
日本国憲法第53条は前段で内閣は国会の臨時会の召集を決定することができるとして内閣の職権による臨時会について定めている一方、後段では、衆議院・参議院のどちらか片方でも総議員の4分の1以上の要求があれば内閣は臨時会の召集を決定しなければならないとして、国会側の要求に基づく臨時会についても定めている。
議員による要求の要件を「総議員の4分の1」としている理由は、議院における一定数以上の少数派意見を尊重する趣旨であるが、参議院では野党側が多数のねじれ国会の場合もあり、このようなことから参議院においては少数派に限らず参議院の意思に基づいて臨時会召集の要求を認めるという意味もある。
衆議院の解散による衆議院議員総選挙によらない内閣総辞職に伴う内閣総理大臣指名選挙は、閉会中であれば臨時会が召集されて行われる。衆議院解散による総選挙が行われた場合は、30日以内に特別会が召集され、そこで内閣総理大臣指名選挙が行われるため、臨時会とは区別される。

## 召集

### 国事行為
国会の召集は天皇の国事行為である（日本国憲法第7条第2号）。
憲法は内閣に臨時会の実質的決定権を認めている（日本国憲法第53条）。

### 憲法第53条に基づく臨時会召集
内閣は必要と認める時期に国会の臨時会の召集を決定することができる。
また、いずれかの議院の総議員の4分の1以上の要求があれば、内閣は召集を決定しなくてはならない（憲法第53条）。この場合には、臨時会召集要求書が議長から内閣へ即日送付されることになっている（衆議院先例集20）。内閣が召集しないときには臨時会召集要求補完書が送付される。なお、国会閉会中に要求しなければならないわけではなく、国会開会中でも国会閉会間近になった時に召集要求されることもある。
ただ、当該要求があってからいつまでに召集を決定しなければならないかの具体的期限を定めた法規定がないため、常会が近い場合などの状況により事実上見送りとなることもある。学説では「2～3週間（14日後から21日後まで）」と指摘するものがある。
議院の総議員の4分の1以上の要求があった例は2022年まで40回ある。その内37回については召集されたが、2003年11月27日、2005年11月1日及び2015年10月21日の要求については、要求があったものの臨時会は召集されなかった。政府見解では、合理的な期間内に常会が召集される場合には、臨時会を召集しなくても憲法違反にはならないとしている。議院の総議員の4分の1以上の要求による臨時会召集について「国会を召集しなくてはならないとするのであって、その国会が常会であるか、臨時会であるか、または特別会であるかは、そのいずれであっても、国会としての機能がまったく同じである以上、本条のあえて問題とするところではない」とする学説もある。その場合、臨時国会召集要求書提出の代表者に対して内閣官房長官から「常会を召集することを決定したので了承願う」旨の書面が送付されている。
要求から最も遅かった召集は、1970年6月1日に要求されたのに対して第3次佐藤内閣が176日後の11月24日に召集した第64回国会の例である。また、日本国憲法制定に大きく関わったGHQの下では、1950年7月31日に要求されたのに対して第3次吉田内閣が113日後の11月21日に召集した第9回国会の例がある。
要求から最も早く臨時会が召集された例として、1986年5月26日に要求がされたのに対して第2次中曽根内閣が7日後の6月2日に召集した第105回国会の例がある。この臨時会では冒頭で衆議院解散（死んだふり解散）となって衆参同日選挙となった。なお憲法第53条に基づく臨時会召集要求は野党議員によるものが殆どであるが、この1986年5月26日の臨時会召集要求は与党議員による臨時会召集要求によるものである。与党議員による臨時会召集要求は1986年5月26日によるものが初めてであり2022年時点では唯一である。
衆議院解散が行われなかった臨時会の中で要求から最も早く臨時会が召集された例として、1977年11月28日に要求がされたのに対して福田赳夫内閣が9日後の12月7日に召集した第83回国会の例がある。
なお、憲法第53条の規定ではいずれかの議院の総議員の4分の1以上の要求があれば、内閣は召集を決定しなくてはならないが、国会会期日数（会期延長を含む）については後述のように国会法第11条・第13条により衆議院多数派が事実上の決定をし、国会の議題や採決案件は各議院の多数派が決定することになる。そのため、憲法第53条の規定で野党の要求によって内閣が国会を召集させることは義務であっても、野党勢力が各議院の過半数を下回っている限りは野党の要求通りの国会会期日数や議題や採決案件を設定するという形で野党が国会運営の主導権を与えることまでを法で義務付けられるわけではない（なお、参議院で野党が多数派のねじれ国会では国会会期日数では衆議院多数派の意向に反して設定することはできないものの、参議院で議題や採決案件を設定するという形で野党が参議院運営を主導することは可能である）。
また、臨時会召集要求がされていても、内閣による衆議院解散権が制限されているわけではないため、召集された臨時会で衆議院解散（過去に8回）が行われたことがあり、中には召集日の解散する冒頭解散（過去に3回）が行われたこともある。また2017年6月22日に召集要求がされたのに対して第3次安倍内閣が98日後の2017年9月28日に第194回国会を召集したその当日に衆議院解散（冒頭解散）となり、開会された上で審議される国会が実質的に召集されたのは要求から132日後の11月1日の第195回国会になった例もある。
2017年の野党議員による臨時会召集要求について98日後に召集された事案について野党議員が臨時会の早期召集に関する国家賠償訴訟を提起したが、最高裁は「内閣に臨時国会召集決定の義務を負わせたもので、日本国憲法第53条は個々の国会議員の権利を保障したものではなく、召集の遅れを理由に国家賠償法に基づく賠償請求はできない」として請求を棄却した（臨時国会召集訴訟）。

#### 憲法第53条に基づく臨時会召集要求の一覧
| 内閣              | 要求日         | 召集日         | 召集 までの 日数 | 国会        | 会期 日数 |
| ----------------- | -------------- | -------------- | ---------------- | ----------- | --------- |
| 芦田内閣          | 1948年7月27日  | 1948年10月11日 | 76日後           | 第3回国会   | 51日間    |
| 第2次吉田内閣     | 1949年7月7日   | 1949年10月25日 | 110日後          | 第6回国会   | 40日間    |
| 第3次吉田内閣     | 1950年7月31日  | 1950年11月21日 | 113日後          | 第9回国会   | 19日間    |
| 第3次吉田内閣     | 1951年7月17日  | 1951年8月16日  | 30日後           | 第11回国会  | 3日間     |
| 第5次吉田内閣     | 1953年8月10日  | 1953年10月29日 | 80日後           | 第17回国会  | 10日間    |
| 第5次吉田内閣     | 1953年11月10日 | 1953年11月30日 | 20日後           | 第18回国会  | 9日間     |
| 第2次鳩山一郎内閣 | 1955年8月18日  | 1955年11月12日 | 96日後           | 第23回国会  | 25日間    |
| 第3次鳩山一郎内閣 | 1956年7月11日  | 1956年11月22日 | 124日後          | 第25回国会  | 32日間    |
| 第1次岸内閣       | 1957年7月2日   | 1958年11月1日  | 122日後          | 第27回国会  | 14日間    |
| 第2次岸内閣       | 1958年8月1日   | 1958年9月29日  | 59日後           | 第30回国会  | 70日間    |
| 第2次岸内閣       | 1959年8月21日  | 1959年10月26日 | 66日後           | 第33回国会  | 63日間    |
| 第1次池田内閣     | 1960年8月11日  | 1960年10月17日 | 67日後           | 第36回国会  | 8日間     |
| 第2次池田内閣     | 1961年7月14日  | 1961年9月25日  | 73日後           | 第39回国会  | 37日間    |
| 第2次池田内閣     | 1962年9月12日  | 1962年12月8日  | 87日後           | 第42回国会  | 16日間    |
| 第2次池田内閣     | 1963年8月14日  | 1963年10月15日 | 62日後           | 第44回国会  | 9日間     |
| 第3次池田内閣     | 1964年7月24日  | 1964年11月9日  | 108日後          | 第47回国会  | 40日間    |
| 第1次佐藤内閣     | 1966年9月1日   | 1966年11月30日 | 90日後           | 第53回国会  | 21日間    |
| 第1次佐藤内閣     | 1967年10月5日  | 1967年12月4日  | 60日後           | 第57回国会  | 20日間    |
| 第2次佐藤内閣     | 1968年10月18日 | 1968年12月10日 | 53日後           | 第60回国会  | 12日間    |
| 第2次佐藤内閣     | 1969年9月17日  | 1969年11月29日 | 73日後           | 第62回国会  | 4日間     |
| 第3次佐藤内閣     | 1970年6月1日   | 1970年11月24日 | 176日後          | 第64回国会  | 25日間    |
| 第1次田中角栄内閣 | 1972年10月2日  | 1972年11月24日 | 25日後           | 第70回国会  | 18日間    |
| 第2次田中角栄内閣 | 1974年10月14日 | 1974年12月9日  | 56日後           | 第74回国会  | 17日間    |
| 福田赳夫内閣      | 1977年11月28日 | 1977年12月7日  | 9日後            | 第83回国会  | 4日間     |
| 第2次中曽根内閣   | 1986年5月26日  | 1986年6月2日   | 7日後            | 第105回国会 | 1日間     |
| 村山内閣          | 1995年8月9日   | 1995年9月27日  | 51日後           | 第134回国会 | 78日間    |
| 第1次橋本内閣     | 1996年9月9日   | 1996年9月27日  | 18日後           | 第137回国会 | 1日間     |
| 第2次森内閣       | 2000年7月11日  | 2000年7月28日  | 17日後           | 第149回国会 | 13日間    |
| 第1次小泉内閣     | 2001年8月29日  | 2001年9月27日  | 29日後           | 第153回国会 | 72日間    |
| 第2次小泉内閣     | 2003年11月27日 | 2004年1月19日  | 53日後           | 第159回国会 | 72日間    |
| 第2次小泉内閣     | 2004年9月16日  | 2004年10月12日 | 26日後           | 第161回国会 | 53日間    |
| 第3次小泉内閣     | 2005年11月1日  | 2006年1月20日  | 80日後           | 第164回国会 | 150日間   |
| 鳩山由紀夫内閣    | 2009年10月8日  | 2009年10月26日 | 18日後           | 第173回国会 | 40日間    |
| 第2次安倍内閣     | 2013年9月25日  | 2013年10月15日 | 20日後           | 第185回国会 | 55日間    |
| 第3次安倍内閣     | 2015年10月21日 | 2016年1月4日   | 75日後           | 第190回国会 | 150日間   |
| 第3次安倍内閣     | 2017年6月22日  | 2017年9月28日  | 98日後           | 第194回国会 | 1日間     |
| 第4次安倍内閣     | 2020年7月31日  | 2020年9月16日  | 47日後           | 第202回国会 | 3日間     |
| 菅義偉内閣        | 2021年7月16日  | 2021年10月4日  | 80日後           | 第205回国会 | 11日間    |
| 第2次岸田内閣     | 2022年8月18日  | 2022年10月3日  | 47日後           | 第210回国会 | 69日間    |

### 国会法第2条に基づく臨時会召集
上記憲法第53条の規定に基づく任意の召集のほかに、国会法に基づく義務的な臨時会の召集規定もあり、任期満了による衆議院議員総選挙または参議院議員通常選挙から30日以内に開かなければならないとされている（国会法第2条の3各項本文）が、その期間内に常会又は特別会が召集された場合は臨時会を召集する必要はない（同各項ただし書）。
また、その30日の期間内に他院の任期満了総選挙・通常選挙が行われる場合も、結局は当該他院の選挙後に臨時会が召集されることとなるため、当初の臨時会を召集する必要はない（前同）。

## 会期
会期は両議院一致の議決で定めるが、両院で議決が異なった場合又は参議院が議決しない場合は衆議院の議決による（国会法第11条・第13条、衆議院の優越）。会期延長は2回まで可能（国会法第12条）。
臨時会は、常会（または常会に相当する特別会）が終了しても政権運営のために必要な議題が消化できていない場合に、10月から12月頃まで開会されることが多く、「秋の臨時国会」などと言われる。2015年には秋の臨時国会は開かれなかったが、異例とされた。

## 記録
- 最長会期日数記録　163日間（第113回）- 消費税導入を審議した国会
- 衆議院解散を除く最短会期日数記録　3日間（第11回・第202回）
- 最短会期日数記録　1日間（第105回・第137回・第194回） - いずれも召集当日に衆議院解散